# Britt Assombalonga
Britt Curtis Assombalonga (ur. 6 grudnia 1992 w Kinszasie) – kongijski piłkarz, występujący na pozycji napastnika w tureckim klubie Antalyaspor. 
Wychowanek Watfordu, w swojej karierze grał także w takich zespołach jak Peterborough United i Nottingham Forest. Posiada również obywatelstwo francuskie.

## Życie prywatne
Assambalonga urodził się w Kinszasie w Zaire i przeprowadził się do Anglii z rodziną w wieku ośmiu miesięcy. Dorastał w Swiss Cottage w londyńskiej dzielnicy Camden i uczęszczał do szkoły w Whitefield. Jest synem Fedora Assombalongi, byłego piłkarza Zairu. Jego brat, Christian także jest piłkarzem i gra dla klubu Billericay Town.

## Kariera klubowa

### Początki w Watfordzie
Britt Assombalonga rozpoczął karierę w Watfordzie, podpisując kontrakt jako 17-letni gracz w 2010 roku po przejściu przez Hertswood Impact Scheme. W swoim pierwszym sezonie w drużynie młodzieżowej, rozgrywki ukończył będąc drugim strzelcem drużyny, a jego zespół dotarł do ćwierćfinału FA Youth Cup.
Assombalonga pojawiał się również regularnie w zespole rezerwowym Watfordu i został nagrodzony za swoje występy roczną profesjonalną umową na koniec sezonu. Był zmiennikiem w dwóch ostatnich meczów kadry seniorskiej przeciwko Preston North End i Queens Park Rangers.
W dniu 17 marca 2012 roku zadebiutował w pierwszej drużynie podczas zremisowanego spotkania 0-0 z Coventry City. Rozegranie meczu uczyniło go 50. graczem, który przeszedł przez akademię Watfordu i wystąpił w barwach pierwszej drużyny.

### Wypożyczenia

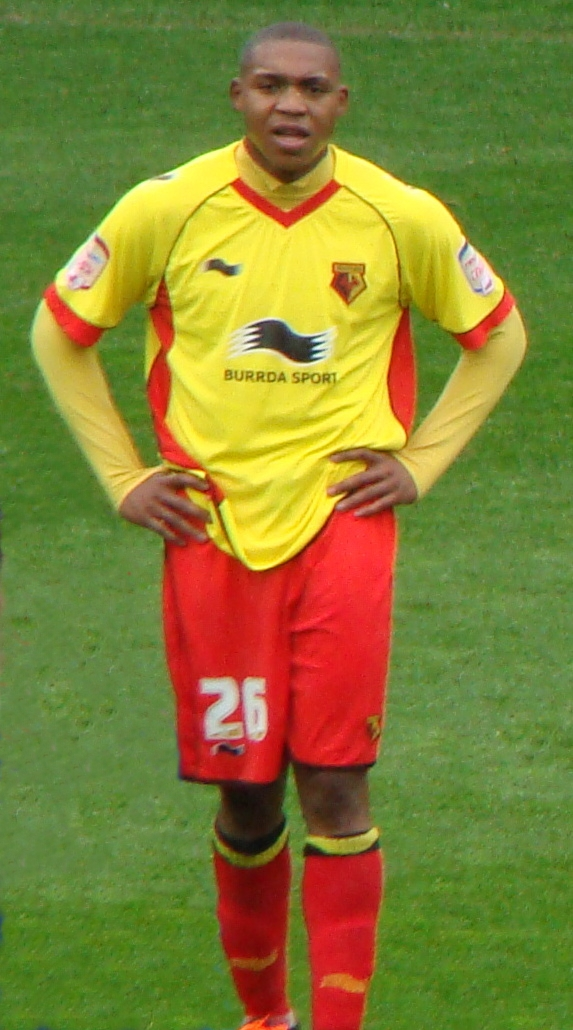
Assombalonga jako gracz Watfordu (2012 rok).

W listopadzie 2011 roku Assombalonga dołączył do Wealdstone wraz z młodszym kolegą z drużyny, Connorem Smithem, aby zdobyć więcej doświadczenia. 3 grudnia zdobył swoją pierwszą bramkę w meczu ligowym przeciwko Concord Rangers. Assombalonga miał przedłużony okres wypożyczenia na kolejny miesiąc w dniu 4 stycznia 2012 rok. Powrócił do Watfordu 4 lutego, zdobywając jedenaście bramek w szesnastu meczach dla Wealdstone.
Zaledwie kilka dni po powrocie Assombalonga został wypożyczony do Braintree w ramach jednomiesięcznej umowy. Podpisał także roczne przedłużenie kontraktu z Watfordem tego samego dnia. Assombalonga zadebiutował w meczu z Lincoln City, strzelając swojego pierwszego gola dla klubu. Zdobył cztery kolejne bramki w czterech meczach dla Braintree po odbyciu zawieszenia w jednym meczu, a następnie został odwołany przez Watford.
Na początku sezonu 2012–2013 Assombalonga dołączył do klubu League Two – Southend United. W dniu 25 sierpnia 2012 roku zdobył swoją pierwszą bramkę dla klubu w zremisowanym 3-3 meczu przeciwko Northampton Town. Assombalonga zdobył cztery gole w czterech meczach. Pod koniec miesiąca Southend przedłużył umowę wypożyczenia do 3 stycznia 2013 roku. Assombalonga stał się najlepszym strzelcem klubu w tym sezonie z piętnastoma golami na koncie. Southend ponownie przedłużyło wypożyczenia w grudniu 2012 roku. Grał w finale Football League Trophy 2013 przeciwko Crewe Alexandra, gdzie jego drużyna uległa 2-0.

### Peterborough
W dniu 31 lipca 2013 roku podpisał czteroletnią umowę z klubem występującym w League One - Peterborough United. Opłata nie została ujawniona, ale potwierdzono, że jest to wyższa suma niż poprzedni rekordowy transfer za 1,1 miliona funtów. Dostał koszulkę z numerem dziewiątym. W meczu otwarcia sezonu strzelił gola, gdy Peterborough pokonał Swindon Town 1-0. Zdobył także zwycięskiego gola w wygranym 3-1 meczu z Chesterfield na stadionie Wembley w finale Football League Trophy 2014.

### Nottingham Forest
6 sierpnia 2014 roku Assombalonga dołączył do Nottingham Forest, podpisując pięcioletnią umowę o nieujawnionej opłacie. Jak się później okazało było to około 5 mln funtów, co spowodowało rekordową opłatę za transfer w historii Nottingham, przewyższając kwotę 4,5 miliona funtów zapłaconą Celticowi za napastnika Pierre'a van Hooijdonka w 1997 roku. Assombalonga zdobył swoje pierwsze bramki dla Forest dwanaście dni po podpisaniu kontraktu, z Boltonem Wanderers na stadionie Macron Stadium. Następnie wpisał się na listę strzelców w kolejnych dwóch meczach, przeciwko Bournemouth i Reading. Pierwszego hat-tricka zdobył w dniu 17 września w wygranym 5-3 meczu z Fulham. Assombalonga doznał poważnej kontuzji kolana podczas zwycięskiego meczu 3-00 nad Wigan Athletic, która przedwcześnie zakończyła jego sezon. Na boisku pojawił się dopiero w kwietniu 2016 roku.

### Middlesbrough
W dniu 17 lipca 2017 roku Assombalonga podpisał kontrakt z Middlesbrough, który niedawno zanotował spadek z Premier League za kwotę w wysokości 15 milionów funtów. Pierwsze bramki dla nowej drużyny zdobył w wygranym 2-0 meczu z Burton Albion 15 sierpnia 2017 roku.

## Sukcesy
Peterborough
- Zwycięstwo w finale Football League Trophy: 2013/2014